# 2012-es Vuelta ciclista a España
A 2012-es Vuelta a España augusztus 18-án kezdődött Pamplonában és szeptember 9-én fejeződött be Madridban. A verseny 23 napja alatt 3360 km-t tettek meg a kerekesek.

## Részt vevő csapatok
| - Ausztrália Orica–GreenEDGE (GEC) - Amerikai Egyesült Államok BMC Racing Team (BMC) Team Garmin–Sharp (GRS) - Belgium Lotto–Belisol Team (LTB) Omega Pharma–Quickstep (OPQ) - Dánia Team Saxo Bank–Tinkoff Bank (STB) - Egyesült Királyság Sky Procycling (SKY) - Franciaország AG2R La Mondiale (ALM) FDJ–BigMat (FDJ) Cofidis (COF) | - Hollandia Rabobank (RAB) Vacansoleil–DCM (VCD) Argos–Shimano (ARG) - Kazahsztán Pro Team Astana (AST) - Luxemburg RadioShack–Nissan–Trek (RNT) - Olaszország Lampre–ISD (LAM) Liquigas–Cannondale (LIQ) - Oroszország Team Katusha (KAT) - Spanyolország Andalucía (ACG) Euskaltel–Euskadi (EUS) Caja Rural (CJR) Movistar Team (MOV) |

## Szakaszok
| Szakasz   | Végpontok              | Végpontok                      | Hossz     | Jelleg                | Időpont                  | Szakaszgyőztes       |
| Szakasz   | Rajt                   | Cél                            | Hossz     | Jelleg                | Időpont                  | Szakaszgyőztes       |
| --------- | ---------------------- | ------------------------------ | --------- | --------------------- | ------------------------ | -------------------- |
| 1.        | Pamplona               | Pamplona                       | 16,5 km   | csapatidőfutam        | augusztus 18., szombat   | Movistar Team        |
| 2.        | Pamplona               | Vina                           | 181,4 km  | sík szakasz           | augusztus 19., vasárnap  | John Degenkolb       |
| 3.        | Faustino V             | Eibar (Arrate)                 | 155,3 km  | hegyi szakasz         | augusztus 20., hétfő     | Alejandro Valverde   |
| 4.        | Barakaldo              | Estación de Valdezcaray        | 160,6 km  | hegyi szakasz         | augusztus 21., kedd      | Simon Clarke         |
| 5.        | Logroño                | Logroño                        | 168 km    | sík szakasz           | augusztus 22., szerda    | John Degenkolb       |
| 6.        | Tarazona               | Jaca                           | 175,4 km  | közepes hegyi szakasz | augusztus 23., csütörtök | Joaquim Rodríguez    |
| 7.        | Huesca                 | Alcañiz. Motorland Aragón      | 164,2 km  | sík szakasz           | augusztus 24., péntek    | John Degenkolb       |
| 8.        | Lleida                 | Andorra. Collada de la Gallina | 174,7 km  | hegyi szakasz         | augusztus 25., szombat   | Alejandro Valverde   |
| 9.        | Andorra                | Barcelona                      | 196,3 km  | közepes hegyi szakasz | augusztus 26., vasárnap  | Philippe Gilbert     |
| pihenőnap | pihenőnap              | pihenőnap                      | pihenőnap | pihenőnap             | augusztus 27., hétfő     | augusztus 27., hétfő |
| 10.       | Ponteareas             | Sanxenxo                       | 190 km    | sík szakasz           | augusztus 28., kedd      | John Degenkolb       |
| 11.       | Cambados               | Pontevedra                     | 39,4 km   | egyéni időfutam       | augusztus 29., szerda    | Fredrik Kessiakoff   |
| 12.       | Vilagarcía de Arousa   | Mirador de Ezaro               | 190,5 km  | közepes hegyi szakasz | augusztus 30., csütörtök | Joaquim Rodríguez    |
| 13.       | Santiago de Compostela | Ferrol                         | 172,8 km  | sík szakasz           | augusztus 31., péntek    | Steve Cummings       |
| 14.       | Palas de Rei           | Puerto de Ancares              | 149,2 km  | hegyi szakasz         | szeptember 1. szombat    | Joaquim Rodríguez    |
| 15.       | La Robla               | Lagos de Covadonga             | 186,5 km  | hegyi szakasz         | szeptember 2. vasárnap   | Antonio Piedra       |
| 16.       | Gijón                  | Valgrande-Pajares. Cuitu Negru | 183,5 km  | hegyi szakasz         | szeptember 3., hétfő     | Dario Cataldo        |
| pihenőnap | pihenőnap              | pihenőnap                      | pihenőnap | pihenőnap             | szeptember 3., kedd      | szeptember 3., kedd  |
| 17.       | Santander              | Fuente Dé                      | 187,3 km  | közepes hegyi szakasz | szeptember 5., szerda    | Alberto Contador     |
| 18.       | Aguilar de Campoo      | Valladolid                     | 204,5 km  | sík szakasz           | szeptember 6., csütörtök | Daniele Bennati      |
| 19.       | Peñafiel               | La Lastrilla                   | 178,4 km  | sík szakasz           | szeptember 7., péntek    | Philippe Gilbert     |
| 20.       | La Faisanera Golf.     | Bola del Mundo                 | 170,7 km  | hegyi szakasz         | szeptember 8., szombat   | Gyenyisz Menysov     |
| 21.       | Cercedilla             | Madrid                         | 115 km    | sík szakasz           | szeptember 9. vasárnap   | John Degenkolb       |

## A különböző trikók tulajdonosai
| Szakasz                 | Összetett Clasificación general | Pontverseny Clasificación por puntos | Hegyi verseny Clasificación de la montaña | Kombinált verseny Clasificación de la combinada | Csapatverseny Clasificación por equipos | Legaktívabb versenyző Premio de la combatividad |
| ----------------------- | ------------------------------- | ------------------------------------ | ----------------------------------------- | ----------------------------------------------- | --------------------------------------- | ----------------------------------------------- |
| 1 (Movistar Team)       | Jonathan Castroviejo            | nem osztanak                         | nem osztanak                              | nem osztanak                                    | Movistar Team                           | Imanol Erviti Ollo                              |
| 2 (John Degenkolb)      | Jonathan Castroviejo            | John Degenkolb                       | Javier Chacón                             | Javier Chacón                                   | Movistar Team                           | Javier Aramendia                                |
| 3 (Alejandro Valverde)  | Alejandro Valverde              | Alejandro Valverde                   | Pim Ligthart                              | Alejandro Valverde                              | Movistar Team                           | Philippe Gilbert                                |
| 4 (Simon Clarke)        | Joaquim Rodríguez               | Simon Clarke                         | Simon Clarke                              | Joaquim Rodríguez                               | Rabobank                                | Luis Angel Mate Mardones                        |
| 5 (John Degenkolb)      | Joaquim Rodríguez               | John Degenkolb                       | Simon Clarke                              | Joaquim Rodríguez                               | Rabobank                                | Javier Chacón                                   |
| 6 (Joaquim Rodríguez)   | Joaquim Rodríguez               | John Degenkolb                       | Simon Clarke                              | Joaquim Rodríguez                               | Sky Procycling                          | Thomas De Gendt                                 |
| 7 (John Degenkolb)      | Joaquim Rodríguez               | John Degenkolb                       | Simon Clarke                              | Joaquim Rodríguez                               | Sky Procycling                          | Javier Aramendia                                |
| 8 (Alejandro Valverde)  | Joaquim Rodríguez               | John Degenkolb                       | Alejandro Valverde                        | Joaquim Rodríguez                               | Rabobank                                | Javier Aramendia                                |
| 9 (Philippe Gilbert)    | Joaquim Rodríguez               | Joaquim Rodríguez                    | Alejandro Valverde                        | Joaquim Rodríguez                               | Rabobank                                | Javier Chacón                                   |
| 10 (John Degenkolb)     | Joaquim Rodríguez               | John Degenkolb                       | Alejandro Valverde                        | Joaquim Rodríguez                               | Rabobank                                | Javier Aramendia                                |
| 11 (Fredrik Kessiakoff) | Joaquim Rodríguez               | John Degenkolb                       | Alejandro Valverde                        | Joaquim Rodríguez                               | Rabobank                                | Fredrik Kessiakoff                              |
| 12 (Joaquim Rodríguez)  | Joaquim Rodríguez               | Joaquim Rodriguez                    | Alejandro Valverde                        | Joaquim Rodríguez                               | Rabobank                                | Mikel Astarloza                                 |
| 13 (Steve Cummings)     | Joaquim Rodríguez               | Joaquim Rodriguez                    | Alejandro Valverde                        | Joaquim Rodríguez                               | Rabobank                                | Juan Antonio Flecha                             |
| 14 (Joaquim Rodríguez)  | Joaquim Rodríguez               | Joaquim Rodriguez                    | Simon Clarke                              | Joaquim Rodríguez                               | Rabobank                                | Juanma Gárate                                   |
| 15 (Antonio Piedra)     | Joaquim Rodríguez               | Joaquim Rodriguez                    | Simon Clarke                              | Joaquim Rodríguez                               | Movistar Team                           | Antonio Piedra                                  |
| 16 (Dario Cataldo)      | Joaquim Rodríguez               | Joaquim Rodriguez                    | Simon Clarke                              | Joaquim Rodríguez                               | Movistar Team                           | Dario Cataldo                                   |
| 17 (Alberto Contador)   | Alberto Contador                | Joaquim Rodriguez                    | Simon Clarke                              | Joaquim Rodríguez                               | Movistar Team                           | Alberto Contador                                |
| 18 (Daniele Bennati)    | Alberto Contador                | Joaquim Rodriguez                    | Simon Clarke                              | Joaquim Rodríguez                               | Movistar Team                           | Gatis Smukulis                                  |
| 19 (Philippe Gilbert)   | Alberto Contador                | Joaquim Rodriguez                    | Simon Clarke                              | Joaquim Rodríguez                               | Movistar Team                           | Ji Cheng                                        |
| 20 (Gyenyisz Menysov)   | Alberto Contador                | Joaquim Rodriguez                    | Simon Clarke                              | Joaquim Rodríguez                               | Movistar Team                           | Simon Clarke                                    |
| 21 (John Degenkolb)     | Alberto Contador                | Alejandro Valverde                   | Simon Clarke                              | Alejandro Valverde                              | Movistar Team                           | nem osztanak                                    |
| Végeredmény             | Alberto Contador                | Alejandro Valverde                   | Simon Clarke                              | Alejandro Valverde                              | Movistar Team                           | Alberto Contador                                |

## Végeredmény
Összetett

| Hely | Versenyző          | Csapat            | Idő            |
| ---- | ------------------ | ----------------- | -------------- |
| 1.   | Alberto Contador   | Team Saxo         | 84 óra 59' 49" |
| 2.   | Alejandro Valverde | Movistar Team     | +1' 16"        |
| 3.   | Joaquim Rodríguez  | Team Katusha      | +1' 37"        |
| 4.   | Chris Froome       | Team Sky          | +10' 16"       |
| 5.   | Daniel Moreno      | Team Katusha      | +11' 29"       |
| 6.   | Robert Gesink      | Rabobank          | +12' 23"       |
| 7.   | Andrew Talansky    | Garmin-Sharp      | +13' 28"       |
| 8.   | Laurens ten Dam    | Rabobank          | +13' 41"       |
| 9.   | Igor Antón         | Euskaltel–Euskadi | +14' 01"       |
| 10.  | Beñat Intxausti    | Movistar Team     | +16' 13"       |

Pontverseny

| Hely | Versenyző          | Csapat              | Idő |
| ---- | ------------------ | ------------------- | --- |
| 1.   | Alejandro Valverde | Movistar Team       | 199 |
| 2.   | Joaquim Rodríguez  | Team Katusha        | 193 |
| 3.   | Alberto Contador   | Team Saxo           | 161 |
| 4.   | John Degenkolb     | Argos-Shimano       | 149 |
| 5.   | Daniele Benneti    | RadioShack-Nissan   | 107 |
| 6.   | Chris Froome       | Team Sky            | 93  |
| 7.   | Allan Davis        | Orica-GreenEDGE     | 84  |
| 8.   | Elia Viviani       | Liguigas-Cannondale | 79  |
| 9.   | Lloyd Mondory      | Ag2r-La Mondiale    | 74  |
| 10.  | Daniel Moreno      | Team Katusha        | 72  |

Hegyi pontverseny

| Hely | Versenyző          | Csapat                      | Idő |
| ---- | ------------------ | --------------------------- | --- |
| 1.   | Simon Clarke       | Orica-GreenEDGE             | 63  |
| 2.   | David de la Fuente | Caja Rural                  | 40  |
| 3.   | Joaquim Rodríguez  | Team Katusha                | 36  |
| 4.   | Thomas De Gendt    | Vacansoleil–DCM             | 33  |
| 5.   | Alejandro Valverde | Movistar Team               | 31  |
| 6.   | Alberto Contador   | Team Saxo Bank–Tinkoff Bank | 28  |
| 7.   | Dario Cataldo      | Omega Pharma-Quick Step     | 27  |
| 8.   | Richie Porte       | Team Sky                    | 21  |
| 9.   | Denis Mecsov       | Team Katusha                | 20  |
| 10.  | David Moncoutié    | Cofidis                     | 18  |

Kombinált verseny

| Hely | Versenyző          | Csapat                      | Idő |
| ---- | ------------------ | --------------------------- | --- |
| 1.   | Alejandro Valverde | Movistar Team               | 8   |
| 2.   | Joaquim Rodríguez  | Team Katusha                | 8   |
| 3.   | Alberto Contador   | Team Saxo Bank–Tinkoff Bank | 10  |
| 4.   | Chris Froome       | The Sky                     | 30  |
| 5.   | Daniel Moreno      | Team Katusha                | 48  |
| 6.   | Nicholas Roche     | AG2R La Mondiale            | 65  |
| 7.   | Eros Capecchi      | Luigigas-Cannondale         | 79  |
| 8.   | Thomas De Gendt    | Vacansoleil–DCM             | 80  |
| 9.   | Dario Cataldo      | Omega Pharma-Quick Step     | 85  |
| 10.  | Sergio Henao       | Team Sky                    | 88  |

Csapatverseny

| Hely | Csapat                      | Idő             |
| ---- | --------------------------- | --------------- |
| 1.   | Movistar Team               | 254 óra 52' 49" |
| 2.   | Euskaltel–Euskadi           | +9' 40"         |
| 3.   | AD2R La Mondiale            | +20' 19"        |
| 4.   | Rabobank                    | +23' 48"        |
| 5.   | Sky Procycling              | +26' 55"        |
| 6.   | Team Katusha                | +36' 07"        |
| 7.   | Lamped-ISD                  | +53' 00"        |
| 8.   | Team Saxo Bank–Tinkoff Bank | +1 óra 01' 11"  |
| 9.   | RadioShack-Nissan           | +1 óra 17' 34"  |
| 10.  | Caja Rural                  | +1 óra 25' 10"  |